# Редакция (YouTube-канал)
«Реда́кция» — русскоязычный YouTube-канал, который ведёт российский журналист Алексей Пивоваров. Первый выпуск, посвящённый Сергею Шнурову и Владимиру Зеленскому, появился на видеохостинге 17 марта 2019 года. По состоянию на октябрь 2023 года аудитория канала «Редакция» превысила 3,9 млн подписчиков, а количество просмотров на канале превышает 1,2 млрд. Слоган: «Теперь журналистика есть и в Ютьюбе!».

## История создания
В интервью журналисту Ивану Сурвилло Пивоваров акцентирует внимание на проекте Юрия Дудя «вДудь», как истории о том, что рынок видеожурналистики ещё существует, на нём есть аудитория и капиталы. «Редакция» — это своеобразный ответ на существующий сегодня запрос на качественный видеосторителлинг.
В своём посте на Facebook, анонсировавшем создание канала, главный редактор RTVI отмечает, что одной из причин его появления на новой для себя платформе стало и «фактическое исчезновение профессии журналист в России». Созданию канала, по словам самого Пивоварова, также поспособствовало то, что телевизор перестал быть тем, чем он являлся раньше: в интернет-эпоху никто и никогда не будет ждать информационного выпуска с целью узнать о произошедшем за определённый период времени. YouTube превратился в «новый телевизор», стал альтернативной традиционному телевидению площадкой, где можно говорить о существующих в России проблемах, что на федеральном телевидении зачастую осуществить затруднительно. Кроме этого, на этой платформе не приходится подстраиваться под формат, здесь нет таких четких границ, как на телевидении. На эту платформу уже перешли многие телевизионщики, которые успешно реализуют качественно сделанные ток-шоу и интервью, что, в свою очередь, притягивает капитал, а значит, возможность монетизировать производимый продукт. В интервью ведущим радиостанции «Эхо Москвы» Т. В. Фельгенгауэр и А. В. Плющеву Пивоваров отмечает, что на YouTube есть и растет запрос на объективную журналистику, на профессионально сделанный контент. В этих реалиях, как подчеркивает сам Пивоваров, канал «Редакция» позиционируется как качественное медиа, следующее основным журналистским стандартам, таким, например, как объективизм и факт-чекинг.

## Описание
Основная тематика канала — социально-политические темы. Каждый новый выпуск — это журналистское расследование со множеством интервью внутри, а также небольшими рассуждениями и пояснениями самого Пивоварова.
Особенностью «Редакции» является тот факт, что на канале не предоставляется готовых мнений, а зрители сами должны составить свое собственное взвешенное суждение, исходя из всех представленных фактов и интервью. Беспристрастное освещение событий и предоставление слова всем вовлечённым сторонам выгодно отличает авторский канал «Редакция» от традиционного телевидения, где много ненависти, много неправды в информационной составляющей. В отличие от того же шоу «вДудь», в материалах «Редакции» отсутствует бранная лексика (если же есть, то в большинстве случаев она заглушена), отсутствует желтизна и тенденциозность. Оказалось, что на YouTube вполне можно быть успешным без мата и жёсткости. В конце каждой программы журналист, подводя итоги, предлагает зрителям самостоятельно сделать выводы о той или иной ситуации, принимая во внимание изложенные в расследованиях факты. Это стало своеобразной «фишкой» проекта.
Героями программ становятся как простые люди, так и знаменитые политики, журналисты, деятели культуры, интернета и кино, учёные. Помимо выпусков — исследований, на канале размещены интервью, а также небольшие ролики, в которых автор, по сути, также пытается проанализировать конкретную ситуацию (катастрофу Sukhoi Superjet 100 в Шереметьево, протесты в связи со строительством храма в Екатеринбурге), вызвавшую бурную общественную реакцию.
Темы для очередного выпуска выбираются не только самим Пивоваровым, но и остальной частью команды, которая, в отличие от него, не скована грузом телевизионного прошлого. Таким, например, стал выпуск о Борисе Немцове, который, по замечанию самого Пивоварова, несёт за собой определённые риски. В отличие от аналогичных проектов, стоимость производства одного выпуска программы значительно выше (сравнима с производством тв-программ), поскольку в каждом ролике обычно интервьюируются несколько человек, чаще всего живущих за пределами Москвы, а иногда и России. В запуске программы поддержку оказал телеканал RTVI: без неё, по заявлениям тележурналиста, в финансовом плане ситуация была бы намного тяжелее.
В интервью главному редактору телеканала «Дождь» Наталье Синдеевой, Пивоваров заметил, что ему ещё никогда в жизни не приходилось столько работать и каждодневно заниматься созданием контента. Несмотря на это, до «Редакции» Алексея, как он сам метко выразился, «ещё ничего так не вштыривало».

### Редакция. News
С 24 ноября 2019 года на канале также выходят еженедельные выпуски новостей. 6 марта 2022 года дайджест вышел под названием «Вторая неделя», обозначив события второй недели после вторжения России на Украину. С тех пор выпуски продолжают тенденцию называться числом недели, прошедшего с 20 февраля 2022 года, последнего выпуска до военных событий.

### Специальные выпуски («Спецреп»)
Цель данного формата (т. н. «Спецреп»), запущенного в июле 2020 г., по словам Пивоварова, — освещение большего количества тем и появление новых авторов на канале. Отличительная черта специальных выпусков — их ведёт не Пивоваров, а другие журналисты. По состоянию на октябрь 2022 года, «Редакция» выпустила 63 таких фильма. После 1 марта 2022 года реализация данного формата временно приостанавливалась, но позднее снова возобновилась.

### «Контекст»
Формат выпусков «Редакции», запущенный на канале в марте 2022 года и поначалу ставший своеобразной заменой «Спецрепу». В «Контексте», по задумке авторов, рассказываются «важные детали того, что происходит и о чём мы постоянно читаем в новостях». По состоянию на октябрь 2023 года, «Редакция» выпустила более 60 подобных выпусков.

## Влияние на медиасферу
Появление такого канала, как «Редакция», отражает изменения в структуре контента, появляющегося на YouTube: переход от коротких видео на несколько минут, снятых подростками, на создание полноценных фильмов, над которыми работают целые команды профессионалов. «Редакция» — один из удачно реализуемых проектов, подтверждающий структурные изменения в современной журналистике: всё большее число именитых в прошлом журналистов уходит в Интернет, по сути, отчасти превращаясь в блогеров, которым теперь придётся потесниться.

### Реклама SimpleWine и претензия ФАС
18 сентября 2019 года московское отделение Федеральной антимонопольной службы РФ предъявила претензии автору канала «Редакция» А. Пивоварову. Дело в том, что в выпуске, посвящённому борцам за права женщин в России, присутствует рекламная вставка, посвящённая магазину SimpleWine. В рекламе Пивоварову помогают выбрать вино для «небольшого семейного вечера», при этом упоминаются и рекомендуются конкретные марки. По заявлениям организации, присутствуют нарушения федерального закона «О рекламе», несмотря на то, что соответствующая вставка помечена как «Реклама». Во-первых, согласно закону, реклама алкогольной продукции с содержанием этилового спирта пять и более процентов запрещена за пределами пунктов розничных продаж алкоголя. Кроме того, рекламу алкогольной продукции нельзя размещать в сети Интернет. Пивоваров, в свою очередь, заявил о том, что канал «Редакция» и его партнеры действуют строго в рамках закона. По его заявлениям, он не получал никаких официальных запросов от ФАС, а с ситуацией разбираются юристы. 23 октября на сайте Управления ФАС по г. Москве появилось очередное заявление, в котором отмечено, что автор «Редакции» так и не ответил на запрос УФАС, что может привести к административному штрафу. Руководитель московского УФАС России Армен Ханян заявил о том, что любые противоправные действия влекут за собой ответственность, а также отметил, что реклама алкоголя не должна появляться в Интернете, в особенности на такой популярной у молодежи платформе, как YouTube.
Согласно имеющейся на сайте УФАС информации, на конец октября 2019 года никаких штрафных санкций от контролирующего органа пока не последовало.

## Оценки и критика
Обозреватель «Новой газеты» Ирина Петровская в своей колонке отметила, что «Пивоваров со своей „Редакцией“ стал одним из самых уважаемых видеоблогеров». Достичь этого удалось за счёт обращения к самым актуальным темам, которые либо замалчиваются, либо искажаются на российском федеральном телевидении. Отсюда — такой результат, где под каждым роликом — сотни тысяч просмотров.
Главный редактор телеканала «Дождь» Наталья Синдеева отдала должное «Редакции» и Пивоварову как автору канала за то, что на YouTube появилась свободная журналистика.
По мнению ведущей радиостанции «Эхо Москвы» Татьяны Фельгенгауэр, на канале «Редакция» используются «телевизионные мощности и подходы, а ничего ютуберского и молодёжного в „Редакции“ нет».
Юрий Дудь на своей странице в Instagram отметил, что «Пивоваров и его банда в полном порядке», комментируя выпуск про пакт Молотова — Риббентропа, добавив, что именно так должны выглядеть уроки истории в российских школах.
11 июня 2020 года видеоблогер Евгений Баженов (BadComedian) оперативно подверг критике спецреп «Редакции» об утечке дизельного топлива в Норильске, получивший множество обвинительных комментариев, и обвинил Пивоварова в необъективном освещении событий. Пивоваров ответил на некоторые из претензий в комментарии к спецрепу. Спустя 12 дней на канале вышел второй специальный выпуск об утечке дизельного топлива в Норильске с интервью эколога Жоры Каваносяна.

## Награды
Канал «Редакция» трижды получал журналистскую премию «Редколлегия»: в декабре 2019 года за видео Алексея Пивоварова «Катастрофа Ту-154: из-за чего погибли Доктор Лиза и хор Александрова?», в мае 2020 года за видео Алексея Пивоварова «Почему Дагестан стал горячей точкой на карте эпидемии» и в августе 2021 года за видео Саши Сулим «Тюмень и иные: как заранее распознать маньяка?».